# Solanum exiguum
Solanum exiguum là một loài thực vật thuộc họ Solanaceae. Đây là loài đặc hữu của Bolivia.